# Павловка (Ильинецкий район)
Павловка (укр. Павлівка) — село на Украине, в Ильинецком районе Винницкой области. Входит в Ильинецкую объединенную громаду с 1 июня 2016 г.
Расположено на берегах реки Соб — притока Южного Буга.
Население по переписи 2001 года составляет 606 человек. Почтовый индекс — 22713. Телефонный код — 43-45.

## Исторические ведомости
Основано в 1750 г.
По состоянию на 1885 год в бывшем собственническом селе Жорницкой волости Липовецкого уезда Киевской губернии проживало 1040 человек, насчитывалось 104 дворовых хозяйства, были православная церковь, католическая школа и постоялый дом.
По переписи 1897 года число жителей возросло до 1343 человек (656 мужского пола и 687 — женского), из которых 1323 — православной веры.
С 1925 года село входило в Винницкий округ, а с образованием областей вместо округов в 1935 г. — в Винницкую область.

## Символика
Утверждена 18 июля 2018 г. решением № 646 XXXIV сессии горсовета VIII созыва.

### Герб
В зелёный щит вписан золотой ромб с красными ромбами в углах. В центре изображен рог изобилия. Герб вписан в золотой декоративный картуш и увенчан золотой сельской короной. Внизу картуша расположена надпись с названием села.
Герб символизирует легенду о четырёх камнях, которые вкопаны вокруг села и защищают его от беды.

### Флаг
На квадратном зелёном полотнище вписан жёлтый ромб с красными ромбами по углам. В его центре — рог изобилия.

## Адрес местного совета
22713, Винницкая область, Ильинецкий район, с. Павловка, ул. 60-летия Октября, 102.